# Neukölln Unlimited
Pour plus de détails, voir Fiche technique et Distribution.
Neukölln Unlimited, est un film documentaire allemand réalisée par Agostino Imondi et Dietmar Ratsch, sorti en 2010.

## Fiche technique
- Titre original : Neukölln Unlimited
- Réalisation : Agostino Imondi, Dietmar Ratsch
- Scénariste : Agostino Imondi
- Production : Arek Gielnik, Nico Hain, Sonia Otto
- Sociétés de production : Indi Film, Noir Film, Arte, RBB
- Musique : Eike Hosenfeld, Moritz Denis, Tim Stanzel
- Photographie : Dietmar Ratsch
- Montage : Agostino Imondi, Lars Späth
- Durée : 98 minutes
- Genre : documentaire
- Format : Couleur -  16/9
- Date de sortie : 8 avril 2010 (Allemagne)

- Avec : Hassan Akkouch, Lial Akkouch, Maradona Akkouch

## Distinctions
- Festival du Film de Berlin, Berlin

Ours de cristal de la section Generation 14 plus (enfants et adolescents)
- Buster Film Festival, Copenhague

Prix pour meilleurs documentaire
- Chicago International Children's Film Festival

Prix pour meilleurs documentaire